# Jennifer K. Dick
Jennifer K Dick, née le 5 décembre 1970 dans le Minnesota, est une écrivaine américaine, maître de conférences à l'université de Haute-Alsace.

## Biographie
Jennifer K Dick naît le 5 décembre 1970 dans le Minnesota et passe sa jeunesse à Iowa City,,.
En 1993, elle obtient son diplôme au Mount Holyoke College, où elle étudie notamment les problèmes de traduction d'œuvres littéraires russes sous la direction de Joseph Brodsky. 
Après quelques années en Europe, elle prépare un master en poésie (1996-1999) à l'université d'État du Colorado, où elle travaille avec Laura Mullen.
Revenue en France, elle reprend des études en 2001 et obtient un DEA en 2003 à l'université Sorbonne Nouvelle - Paris 3, sous la direction de Stéphane Michaud (en).
En 2009, elle soutient une thèse de doctorat de 3e cycle en littérature générale et comparée sous la direction de Jean Bessière à l'université Sorbonne Nouvelle - Paris 3, intitulée Poésie et visuel : domaines américain et européen : Myung Mi Kim, Susan Howe et Anne-Marie Albiach.
Pendant cette période, en janvier 2005, elle participe à la fondation du cycle de lectures bilingues des Ivy Writers Paris avec la poète franco-américaine et traductrice Michelle Noteboom.
En 2010, Jennifer K. Dick est nommée maître de conférences à l'université de Haute-Alsace à Mulhouse, ville près de laquelle elle vit,, où elle enseigne la civilisation américaine et la littérature moderne et postmoderne. Elle est membre du laboratoire de recherche ILLE, ses axes de recherches sont : Poésie américaine et européenne, Le statut du langage dans les poésies visuelles américaines et européennes des XIXe – XXIe siècles, Les espaces limitrophes entre littérature et art plastique, L’autobiographie poétique et la traduction littéraire et en sciences sociales.
Elle se considère comme un poète « post-Language » et, par Amy Catanzano, comme poète de l'U+F+O+L+A+N+G+U+A+G+E dotée d'une solide expérience d'écriture tant dans la veine post-lyrique que narrative.

## Organisation de manifestations littéraires

### Création d'une scène bilingue parisienne >Ivy Writers Paris
En 1990, Jennifer K. Dick est venue en France pour la première fois, mais ce fut seulement après son retour à Paris, après son Master of Fine Arts en 1999, que Jennifer K. Dick s'est installée à Paris et s'est impliquée dans un travail suivi au sein d'une toute jeune scène d'écriture dévolue dans un premier temps aux écrivains et poètes d'Amérique du Nord.
En 1999, Jennifer K. Dick est devenue rédactrice en chef de la revue Upstairs and Duroc. À cette époque, Jennifer Dick a rencontré la poète et traductrice américaine Michelle Noteboom (auteur notamment de Hors cage traduit par Frédéric Forte, éditions de l'attente 2010 et d'autres livres). George Vance, Michelle Noteboom, Barbara Beck et Jennifer K Dick ont alors formé un groupe de performance de poésie à quatre voix, le Quadriphonics.
En 2005, elle crée avec Michelle Noteboom un cycle bilingue de lectures publiques Ivy Writers Paris. Ivy Writers Paris favorise les échanges entre les auteurs français et anglophones, avec des lectures mensuelles. 
Jennifer K Dick est invitée à coordonner sur le plan éditorial certaines sessions d' Ivy Writers Paris pour Paris Lit Up Magazine, et est devenue en 2009 rédactrice pour la revue Versal Journal littéraire, basée à Amsterdam.

### Kunsthalle de Mulhouse et Co-création des résidencesÉcrire l'Art

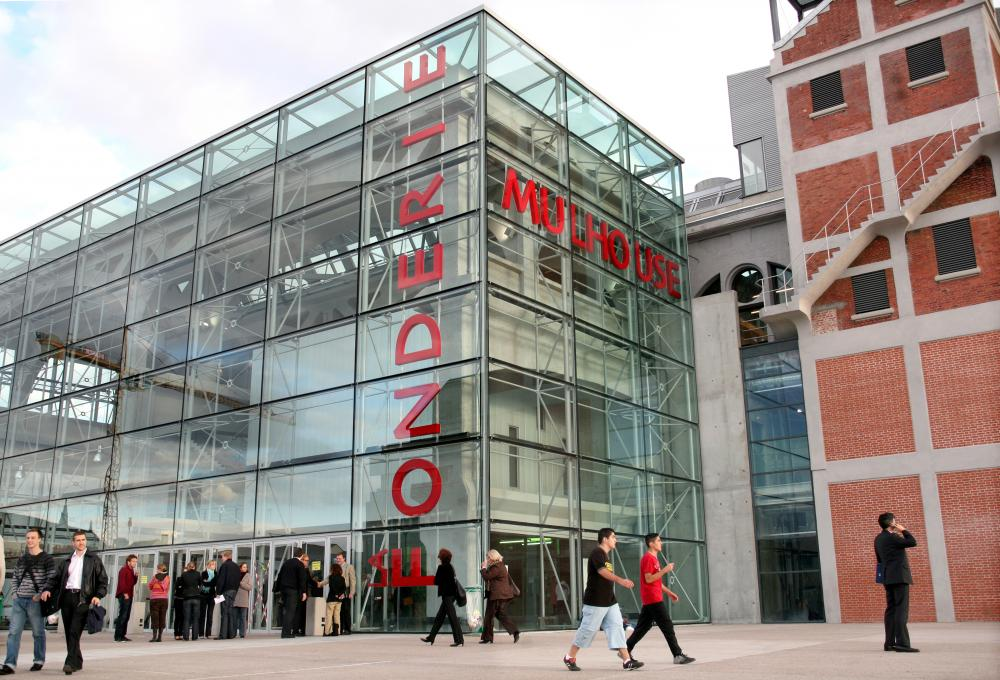
Campus Fonderie - Kunsthalle de Mulhouse, Centre d'art contemporain.

Depuis 2011, Jennifer K Dick co-organise avec Sandrine Wymann (directrice de la Kunsthalle, Centre d'art contemporain de Mulhouse), une mini résidence Écrire l'Art, dévolue aux auteurs francophiles en visite à la Kunsthalle, sur le site de la Fonderie (Campus mulhousien, FSESJ), parmi lesquels Jérôme Mauche, Andrea Inglese, Anne Portugal, Eric Suchère, Martin Richet, Stéphane Bouquet, Virginie Poitrasson, Cécile Mainardi, Jean-Michel Espitallier. Une publication des textes composés pour Écrire l'Art paraîtra en 2019 pour fêter les dix ans de la Kunsthalle-Mulhouse.[Passage à actualiser]

## Œuvres

### Ouvrages poétiques
- Fluorescence, University of Georgia Press, 11 octobre 2004, 104 p. (ISBN 9780820326917),
- Retina/Rétine  (trad. Rémi Bouthonnier, ill. Kate van Houten), Paris, France, Estepa Editions, 2005 (ISBN 9782952134415),
- Enclosures, New York, BlazeVox,, 2007
- Tracery, Dusie Kollektiv, 2011 (OCLC 793231404),
- Betwixt, Corrupt Press, 2011 (ISBN 9791090394032),
- Conversion  (ill. Kate van Houten), Paris, Estepa Editions, 2013,
- Circuits, Corrupt press, février 2013, 81 p. (ISBN 9791090394308),
- No Title, Paris, Estepa Editions, 2015,
- Afterlife, Ottawa, Canada, Angel House Press, 2017,
- Lilith: A Novel in Fragments, Corrupt Press, 2019, 177 p. (ISBN 9791090394636),

### Poésie dans anthologies collectives
- Tracery Éd. Dusie Kollectif, chapbook, 2012
- A Dark Continent, The Price of an Idea dans Moosehead Anthology X : Future Welcome, une anthologie basée sur des poèmes scientifiques, Éd. Todd Swift, DC Books, Canada, 2005
- The Memory Machine, Mucking Around in the Wetware dans Beyond the Valley of the Contemporary Poets, une anthologie VCP, Éd. Elizabeth Ianacci, Los Angeles, 2004
- Theater dans In the Criminal's Cabinet: An Anthology of Poetry and Fiction, Éd. Val Stevenson et Todd Swift, nth position press, Londres, 2004
- Election Day dans 100 Poets Against the War, Éd. Todd Swift, Salt Press, UK, 2003,
- Where dans Short Fuse : The Global Anthology of New Fusion Poetry, Éd. Todd Swift et Paul Norton, Rattapallax Press et After dans une version électronique en 2002/

### Direction d'ouvrages
- Dossier des ouvrages exécutés, Écrire l'Art, co-dir. et co-auteur de l'avant-propos Sandrine Wymann, éditions de la Kunsthalle Mulhouse, 2019, disponible aux presses du réel. (Compilation de textes par 21 auteurs pour la résidence Écrire l'Art, [26] à la Kunsthalle Mulhouse Centre d'Art Contemporaine, Fonderie, Mulhouse, France.)
- Traduire : transmettre ou trahir ? co-dir. Stéphanie Schwerter[27], Éditions de la Maison des sciences de l'homme, Paris, 2013
- Transmissibility and Cultural Transfer: Dimensions of Translation in the Humanities, co-dir. Stephanie Schwerter Éd. Ibidem Verlag[28], Stuttgart, 2012

### Articles
D'autres travaux ont été publiés dans plusieurs journaux tels que, Volt, Colorado Review, Gargoyle Magazine, American Letters & Commentary,, Tears in the Fence, Denver Quarterly, Cutbank, Barrow Street ou Aufgabe. Des poèmes récents de son projet sur le CERN à Genève (en 2014-2016) sont publiés dans les revues Dusie, Molly Bloom, Spoon Bending, Cordite Poetry Review, Parentheses (barcelone, Espagne) et Undertow Magazine, et ont été traduits en tchèque et en français.
Jennifer K. Dick a mené des entretiens avec des poètes contemporains, notamment Alice Notley, Cole Swensen, Marilyn Hacker et Mary Jo Bang, qui a été l'éditeur poésie de la Boston Review .
Ses écrits critiques et des critiques de livres ont paru dans Trans,, Drunken Boat, Jacket2 et  Tears in the Fence. Elle est aussi chroniqueuse de poésie régulièrement pour Tears in the Fence (UK),, avec une tribune qu'elle tient, appelée « de la tradition et de l'expérimentation » (Of Tradition and Experiment).